# Bruce Holbert
Bruce Alan Holbert (* 4. Oktober 1959 in Ephrata, Washington) ist ein US-amerikanischer Autor und Lehrer.

## Leben
Holberts Vater arbeitete in der Baubranche, sodass er mit der Familie mehrfach umzog, bevor er in die Schule kam. Als Schulkind und Jugendlicher lebte er jedoch überwiegend in der Umgebung der Grand-Coulee-Talsperre im Staat Washington. Seine Vorfahren väterlicherseits gehörten zu den ursprünglichen Siedlern in dieser Gegend, während die Eltern seiner Mutter in den 1930er Jahren aus Wisconsin wegen der Bauarbeiten am Staudamm nach Washington kamen.
Holbert schloss im Frühjahr 1978 in Coulee Dam im Grant County die Highschool ab und ging danach zum Studium der Fächer Englisch und Pädagogik an die Eastern Washington University in Cheney, das er mit dem Bachelorexamen abschloss. Dort besuchte er unter anderem einen Writer’s Workshop, den Kay Boyle durchführte. Seine ersten Anstellungen als Lehrer nach seinem Abschluss im Jahre 1983 trat er in Jerome (Idaho) und St. John an. Ende der 1980er Jahre nahm er an einem Iowa Writers’ Workshop der University of Iowa teil, arbeitete bei der Zeitschrift The Iowa Review mit und wurde mit einer Teaching Writing Fellowship ausgezeichnet. 1990 schloss er seine Studien dort mit einem Examen als Master of Fine Arts ab.
Danach ging Holbert als Lehrer an verschiedene Schulen in seine Heimatregion zurück. Heute arbeitet er an einer Highschool in Spokane mit, wie er sagt, schulresistenten Kindern. In den Folgejahren veröffentlichte er sowohl Prosa als auch Gedichte in verschiedensten Zeitschriften. Seine sachbezogenen Artikel veröffentlichten eine Anzahl von Zeitschriften und Zeitungen, unter anderem der New York Times.
2010 veröffentlichten Holbert und seine Frau Holly einen Band mit Geschichten über bekannte und erfolgreiche US-Amerikaner, die ihr Leben beeinflusst haben. 2012 und 2015 erschienen jeweils bei der Counterpoint Press zwei Bücher des Autors, dem 2016 ein weiteres Buch der Eheleute folgte.
Holbert lebt mit seiner Ehefrau und seinen drei Kindern in Nine Mile Falls.

## Preise und Auszeichnungen
- 2015: Washington State Book Award for Fiction für Hour of Lead.

## Veröffentlichungen
- Bruce und Holly Holbert: Your Student. Kaplan Press, 2010.
- Bruce Holbert: Lonesome Animals. Counterpoint Press, Berkeley, Kalifornien USA 2012.
  - übersetzt von Peter Torberg: Einsame Tiere. Roman. Liebeskind Verlag, München 2014, ISBN 978-3-95438-034-3.[1]
- Bruce Holbert: The Hour of Lead. Counterpoint Press, Berkeley, Kalifornien, USA 2015, ISBN 978-1-61902-292-8.
- Bruce und Holly Holbert: Thank You Teacher: Grateful Students Tell the Stories of the Teachers who Changed Their Lives. New World Library, Novato, Kalifornien, USA 2016, ISBN 978-1-60868-418-2.